# Justus von Ravensburg

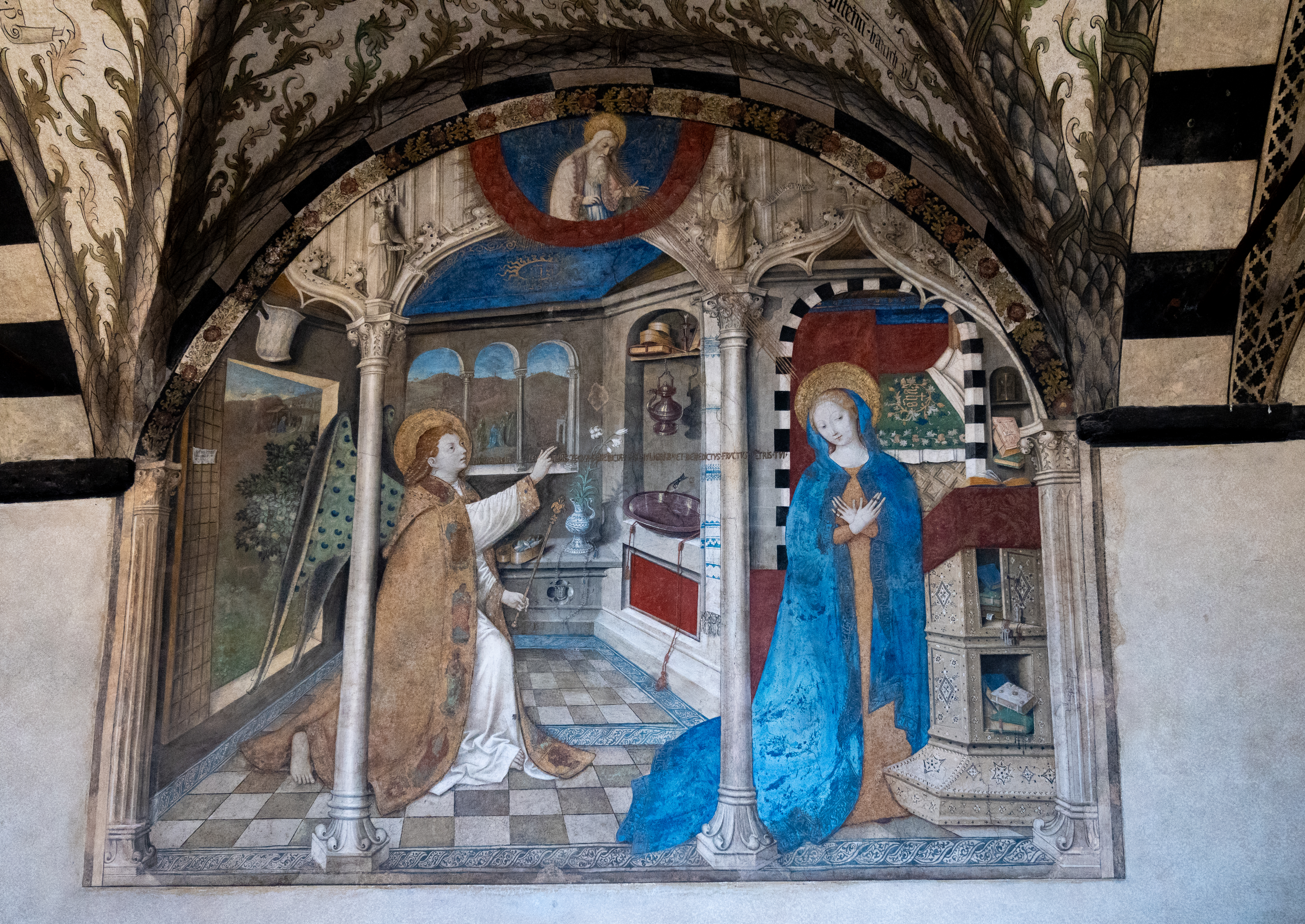
Verkündigung, 1451, Genua, Santa Maria di Castello

Justus von Ravensburg († nach 1452), auch Joos Amman von Ravensburg oder Giusto d’Alemagna, war ein oberdeutscher Maler der Spätgotik. Bekannt geworden ist er vor allem durch seine Arbeiten in Genua, die einen frühen und gut dokumentierten transalpinen Kulturkontakt darstellen.

## Wirken

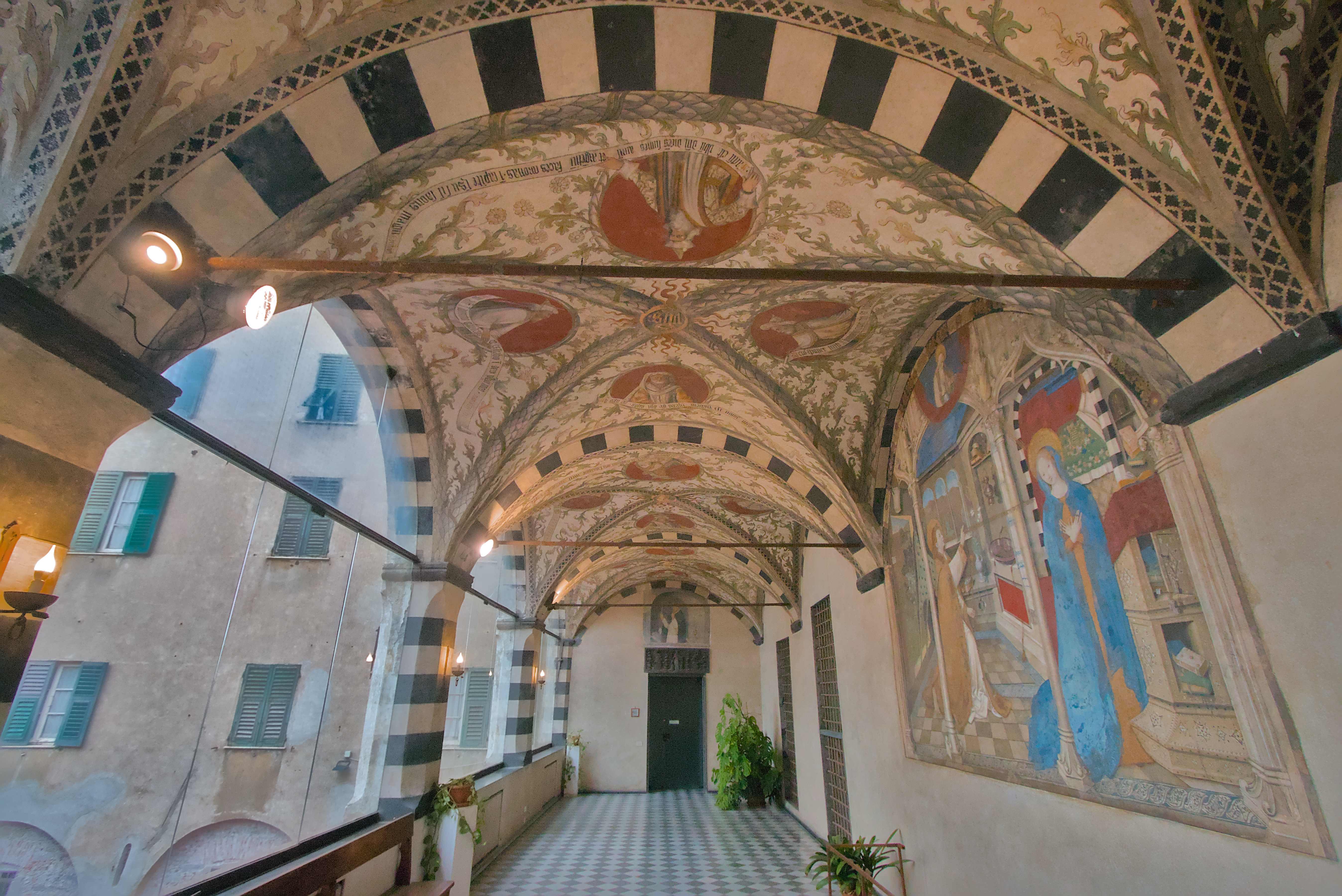
Loggia dell’Annunciazione, 1. Obergeschoss des Kreuzgangs, Genua, Santa Maria di Castello

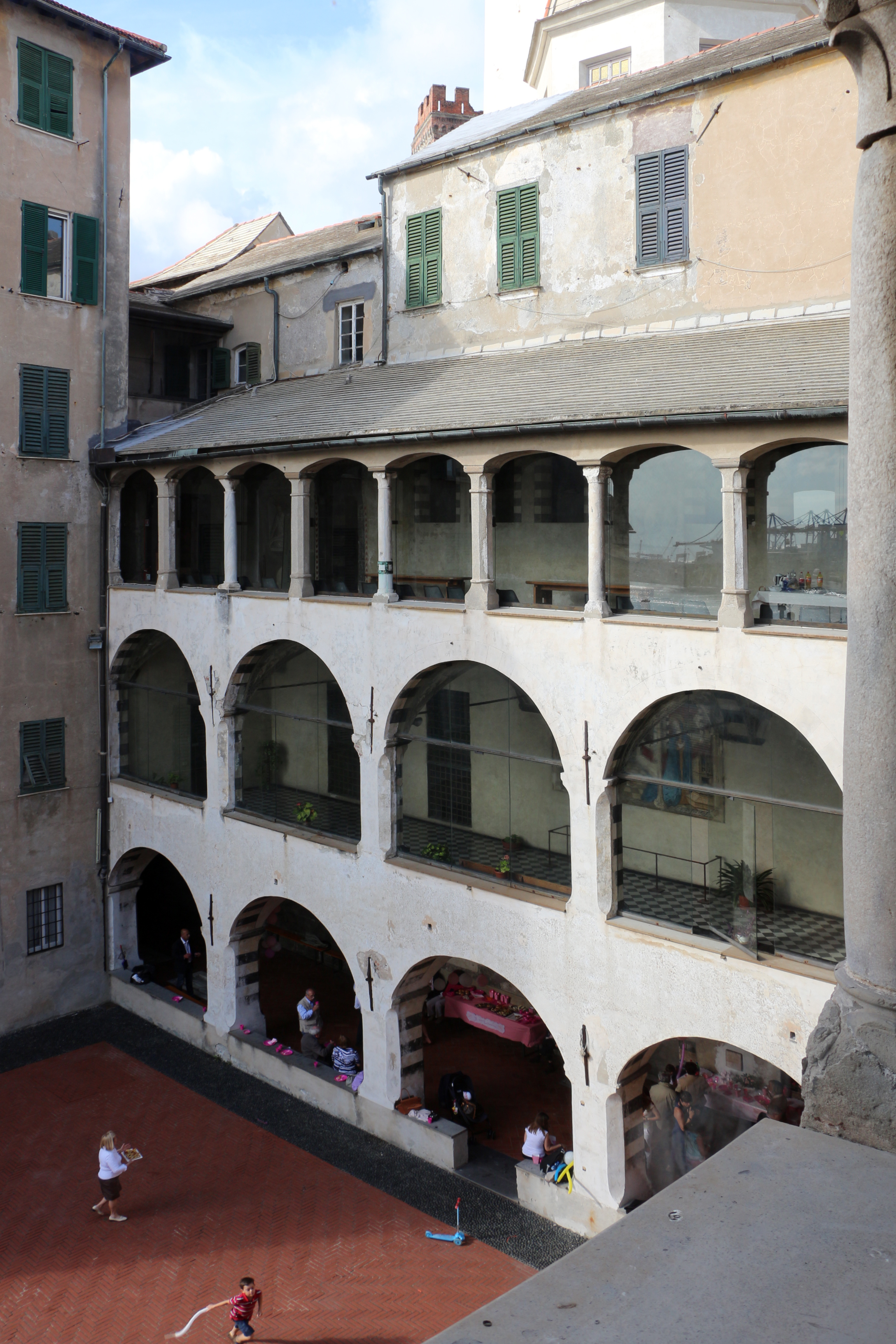
Kreuzgang mit zwei Obergeschossen (Loggien), Genua, Santa Maria di Castello

Über seine Ausbildung oder Werke aus der ersten Hälfte des 15. Jahrhunderts ist wenig bekannt. Till-Holger Borchert nimmt eine Station in den südlichen Niederlanden an, wo er mit der Malerei der Werkstatt Robert Campins vertraut wurde. Im Konstanzer Münster wurde er zumindest mit Wandmalereien betraut.
Gesichert war Joos Amman 1451 in Genua tätig, wo er von den Wollhändlern Emanuele und Lionello Oliva Grimaldi damit beauftragt wurde, Wände in den Kreuzgangloggien des Dominikanerklosters Santa Maria di Castello zu bemalen. Das Hauptwerk, das sich in der sogenannten Loggia dell’Annunciazione befindet, stellt Maria dar, die vom Erzengel Gabriel die göttliche Natur ihrer Empfängnis mitgeteilt bekommt. Das Bild trägt die Signatur „JUSTIS DE ALLA/MAGNA PINX/IT 1451 CRDZ“, die eine sichere Zuschreibung ermöglicht. Die Initialen CRDZ wurden als „Civis Ravensburgensis de Zella“ interpretiert, was bedeutet, dass die Familie des Künstlers aus der Stadt Radolfzell am Bodensee stammte, die unweit von Ravensburg liegt. Auch die Gewölbeausmalung, die Bilder des heiligen Dominikus und Petrus von Verona, die Grisaillen und das Wandbild „Petrus und Paulus betrauen Dominikus mit seiner Predigtmission“ zwischen zwei Dreigruppen von Rundbogenfenstern in der obersten Loggia werden Amman und anderen Mitarbeitern zugeschrieben.
Weitere Dokumente zwischen März und September 1451 bezeugen ebenso, dass er in Genua von Antonio Caffarotto auch mit der Ausmalung eines Polyptychons mit der Darstellung des heiligen Sebastian beauftragt wurde; das Werk ist verloren gegangen. 
Es ist bekannt, dass Joos nach dem Tod seines Vaters im Jahr 1452 nach Ravensburg zurückkehrte.

## Marienretabel
Der Kunsthistoriker Friedrich Winkler hält Amman für den Maler eines Polyptychons mit Geschichten der heiligen Jungfrau, dessen Teile sich heute über verschiedene Sammlungen in Venedig, Modena und Lüttich verteilen.
- Tafeln eines Marienretabels, um 1430/50 (Öl auf Holz, 78,5 × 31 cm; Modena, Galleria Estense, Inv. Nr. RCGE 221 + 226)[3]
  - Hl. Dorothea
  - Hl. Katharina
  - Heimsuchung
  - Verkündigung
- Geburt Mariens (Lüttich, Universität, Musée Wittert)
- Tafeln eines Retabels (Venedig, Museo Correr)
  - Hl. Barbara (Öl auf Holz, 72 × 31 cm; Inv. Nr. Cl. I n. 0155)[4]
  - Hl. Katharina
- Christus zwischen den Heiligen Ambrosius und Augustinus aus der Kirche Sant’Ambrogio in Brugherio, um 1451/55 (Öl auf Holz, 160 × 140 cm; Privatbesitz)[5]

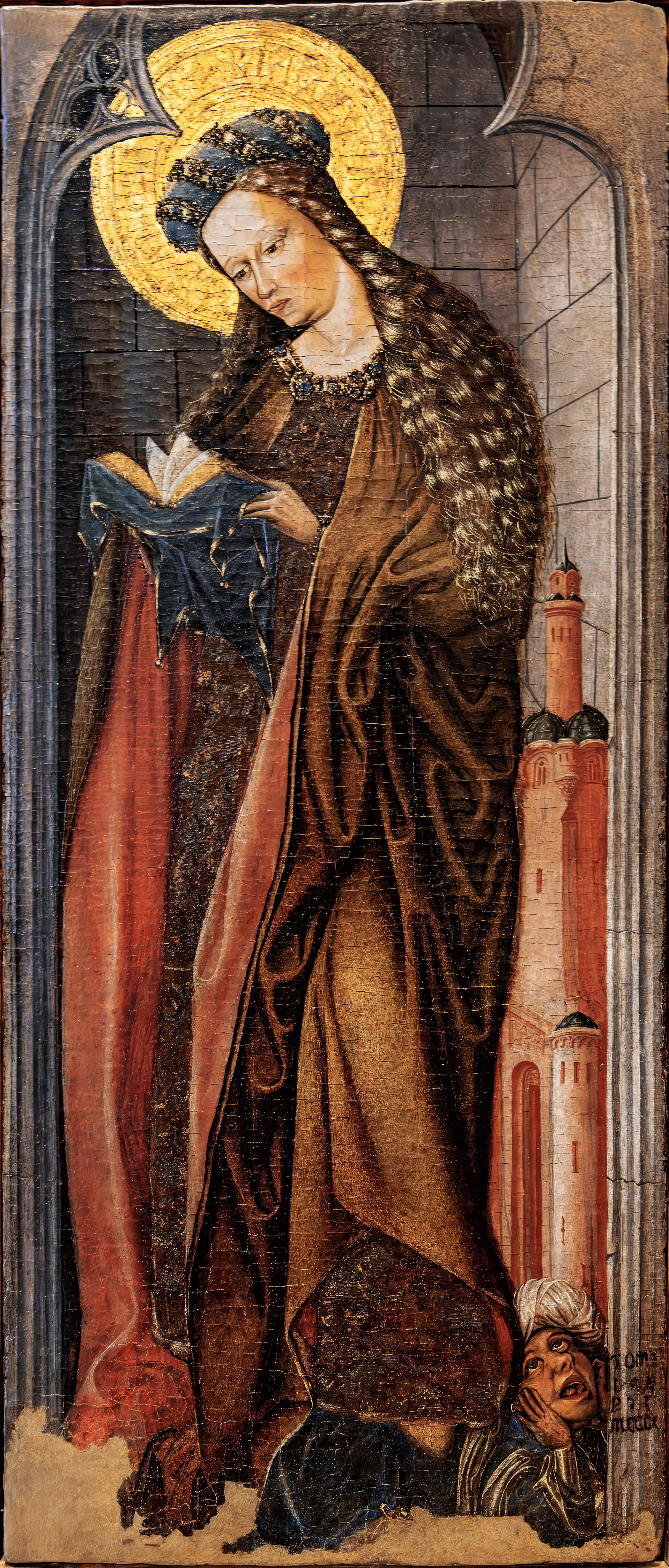
Barbara
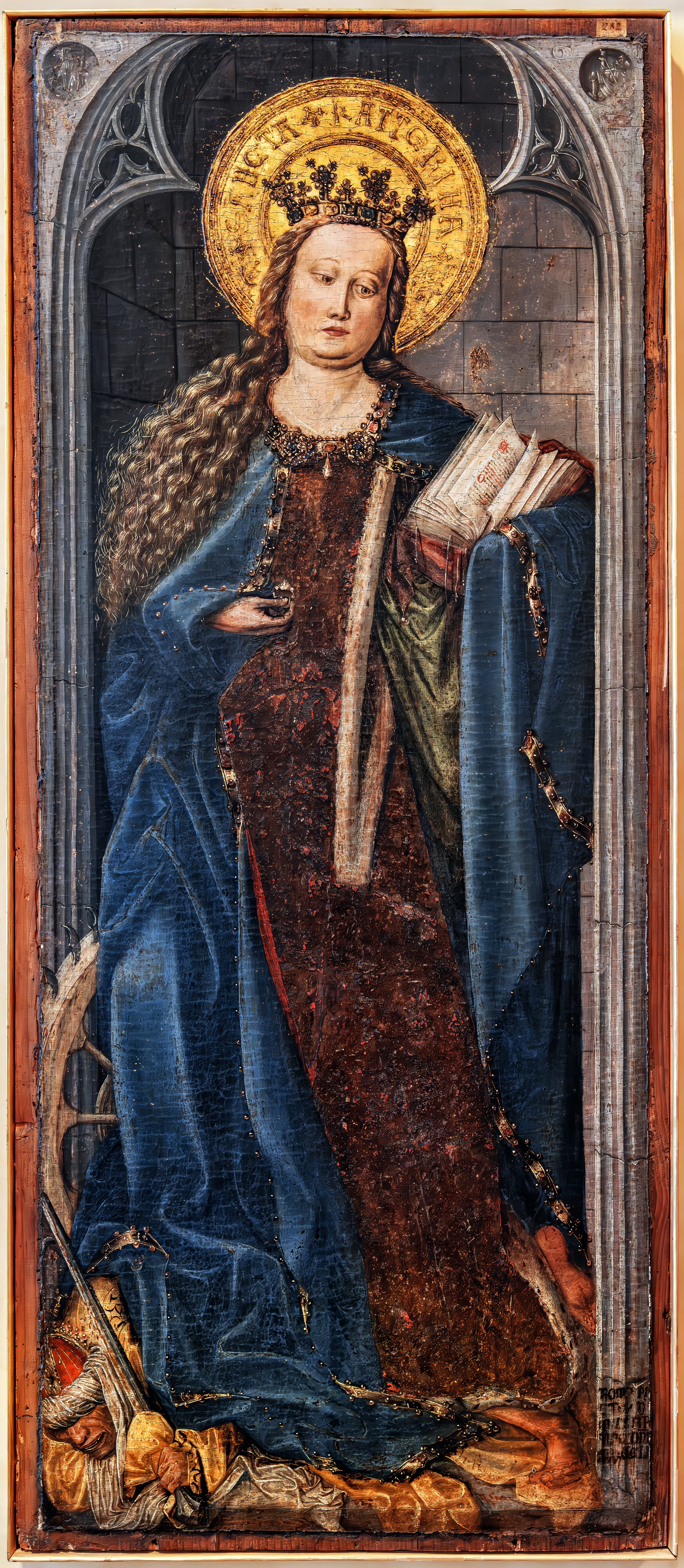
Katherina